# Чень Юелін
Чень Юелін (кит.: 陈跃玲; нар. 1 квітня 1968, Телін Ляонін, Китай) — китайська легкоатлетка, що спеціалізується на спортивній ходьбі, олімпійська чемпіонка 1992 року.

## Кар'єра
| Рік             | Змагання         | Місто              | Місце           | Дисципліна      | Примітки        |
| Представник КНР | Представник КНР  | Представник КНР    | Представник КНР | Представник КНР | Представник КНР |
| --------------- | ---------------- | ------------------ | --------------- | --------------- | --------------- |
| 1991            | Чемпіонат світу  | Токіо, Японія      | 8               | ходьба на 10 км | 44:11           |
| 1992            | Олімпійські ігри | Барселона, Іспанія | 1               | ходьба на 10 км | 44:32           |
| Представник США |                  |                    |                 |                 |                 |
| 2000            | Олімпійські ігри | Сідней, Австралія  | 38              | ходьба на 20 км | 1:39:36         |